# Tribuna da Imprensa
Tribuna da Imprensa (tdl. ‘Tribuna de Prensa’) es un periódico digital brasileño y antigua publicación impresa fundada el 27 de diciembre de 1949 en el estado de Río de Janeiro por el periodista Carlos Lacerda.

## Historia
El nombre del periódico deriva de la columna de Lacerda Da Tribuna da Imprensa («De la Tribuna de la Prensa», que escribió para el Correio da Manhã entre 1946 y 1949. Tras ser expulsado del periódico, conservó los derechos sobre el nombre de la columna. El 12 de agosto de 1954, Lacerda publicó un editorial en Tribuna da Imprensa instando a los militares a exigir la renuncia del presidente Getúlio Vargas, intensificando la crisis política que condujo al suicidio de Vargas el 24 de agosto. Tras la muerte de Vargas, partidarios del gobierno asaltaron y saquearon la sede del periódico.
En octubre de 1961, durante la presidencia de João Goulart, Lacerda vendió el periódico a Manuel Francisco do Nascimento Brito (yerno de Pereira Carneiro, propietario del Jornal do Brasil) por 10 millones de dólares debido a dificultades financieras. A finales de 1962, el periodista Hélio Fernandes asumió los activos y pasivos del periódico, alegando que no había pagado nada por la adquisición pero que había liberado a Brito de las pérdidas continuas. Durante el golpe de Estado en Brasil de 1964, el periódico publicó el 2 de abril de 1964:
Escorraçado, amordaçado e acovardado, deixou o poder como imperativo de legítima vontade popular o Sr João Belchior Marques Goulart, infame líder dos comuno-carreiristas-negocistas-sindicalistas. Um dos maiores gatunos que a história brasileira já registrou, o Sr João Goulart passa outra vez à história, agora também como um dos grandes covardes que ela já conheceu.
[Expulsado, amordazado y cobarde, el señor João Belchior Marques Goulart, el infame líder de los comunistas-carreristas-empresarios-sindicalistas, dejó el poder como imperativo de la legítima voluntad popular. Uno de los mayores estafadores que la historia brasileña haya registrado, el señor João Goulart vuelve a pasar a la historia, ahora también como uno de los mayores cobardes que ha conocido.]
 
Desde junio de 1968 hasta junio de 1978, el periódico sufrió censura previa a su publicación bajo la dictadura militar en Brasil. Sufrió más de 20 incautaciones, tuvo censores apostados en sus oficinas durante una década y su propietario fue encarcelado durante seis días en 1973.
El 26 de marzo de 1981, un grupo de hombres armados y encapuchados irrumpió en las oficinas de la sede del periódico en la Rua do Lavradio y detonó seis bombas, destruyendo parte del edificio y su imprenta. El ataque fue otro episodio de represión contra medios de comunicación críticos a la dictadura militar.
En 2001, el periódico se enfrentó a la quiebra y al cierre después de no pagar los daños morales concedidos al juez Paulo César Salomão. El fallo surgió de un artículo de 1994 titulado O crime ao amparo da lei («El crimen al amparo de la ley») del economista Romero da Costa Machado (no miembro del personal), que se refería a Salomão como «PC Salomão», lo que fue tomado como referencia al tesorero de campaña de Fernando Collor, Paulo Cesar Farias (conocido como PC Farias). Fue clausurado el 3 de mayo por orden judicial. Inicialmente, los editores planearon imprimir el periódico en otro lugar, pero finalmente decidieron no hacerlo para cumplir con los tribunales. El Tribunal de la Imprensa reabrió sus puertas el 8 de mayo, tras el levantamiento de la medida cautelar tras el pago de los daños a Salomão. Tribuna da Imprensa dejó de publicarse impresa en diciembre de 2008 y continuó funcionando como sitio web hasta febrero de 2009. En formato digital, el sitio web se relanzó en el segundo semestre de 2022.